# Hylkimyksenaukko
Hylkimyksenaukko är en fjärd i Finland. Den ligger i landskapet Egentliga Finland, i den sydvästra delen av landet, 210 km väster om huvudstaden Helsingfors.
Hylkimyksenaukko avgränsas av Katavakari i norr, Karilainen i öster, Iso-Hyyppi och Hepoluoto i söder, Iso-Hylkimys i sydväst samt Katavakari och Kalliokari i väster. Den ansluter till Saarnikarinaukko i öster.